# The Control Room
The Control Room är en brittisk kriminaldramaserie från 2022 som hade premiär på TV4 och TV4 Play den 13 mars 2023. Första säsongen består av tre avsnitt. Serien är skapad av Nick Leather som även ansvarat för manus. För regin står Amy Neil. I Storbritannien sändes serien på BBC under juli 2022.

## Handling
Serien utspelar sig i Glasgow, Skottland och kretsar kring larmoperatören Gabe Maver. En dag får Maver ta emot ett samtal från en kvinna som verkar känna honom från när de var barn. Samtalet innebär att han måste bearbeta något från barndomen som han helst av allt velat glömma.

## Roller i urval
- Iain De Caestecker – Gabe Maver
- Joanna Vanderham – Sam Tolmie
- Taj Atwal – Leigh
- Daniel Portman – Anthony